# Canoagem nos Jogos Pan-Americanos de 2007 - C-1 500 m masculino
A competição de C-1 500 metros masculino foi um dos eventos da canoagem nos Jogos Pan-Americanos de 2007, realizado no Estádio de Remo da Lagoa nos dias 26 e 28 de julho. 12 atletas disputaram a prova.

## Medalhistas
| Ouro   | MEX José Cristóbal Quirino   |
| Prata  | CUB Aldo Pruna               |
| Bronze | BRA Nivalter Santos de Jesus |

## Resultados
Os doze competidores foram divididos em duas séries na primeira fase. Os três melhores em cada série se classificaram para a final e os restantes disputaram a semifinal. Os três primeiros na semifinal juntam-se aos anteriormente classificados na final.

### Eliminatórias
A primeira fase foi disputada em 26 de julho.
| 1 | CAN Benjamin Russell        | 2m01s176 | QF |
| 2 | MEX José Cristóbal Quirino  | 2m01s612 | QF |
| 3 | CHI Jhonnathan Tafra        | 2m02s290 | QF |
| 4 | VEN José Silva              | 2m04s426 | QS |
| 5 | COL Andrés Escamilla Ospina | 2m22s420 | QS |
| 6 | GUA Juan Arochelantan       | 2m25s150 | QS |
| 7 | URU Guillermo Giorgi        | 2m42s816 | QS |

| 1 | CUB Aldo Pruna               | 2m00s173 | QF |
| 2 | BRA Nivalter Santos de Jesus | 2m02s091 | QF |
| 3 | USA Robert Finlayson         | 2m06s701 | QF |
| 4 | ECU Andrés Lazo              | 2m08s301 | QS |
| 5 | ARG Leonardo Niveiro         | 2m15s447 | QS |

### Semifinal
A semifinal foi disputada em 26 de julho.
| Pos. | Atleta                      | Tempo    | Q  |
| ---- | --------------------------- | -------- | -- |
| 1    | VEN José Silva              | 2m12s463 | QF |
| 2    | ECU Andrés Lazo             | 2m13s409 | QF |
| 3    | COL Andrés Escamilla Ospina | 2m16s133 | QF |
| 4    | ARG Leonardo Niveiro        | 2m16s417 |    |
| 5    | GUA Juan Arochelantan       | 2m22s429 |    |
| 6    | URU Guillermo Giorgi        | 2m33s509 |    |

### Final
A final foi disputada em 28 de julho.
| Pos.   | Atleta                       | Tempo    |
| ------ | ---------------------------- | -------- |
| Ouro   | MEX José Cristóbal Quirino   | 1m57s318 |
| Prata  | CUB Aldo Pruna               | 1m57s320 |
| Bronze | BRA Nivalter Santos de Jesus | 1m58s488 |
| 4      | CHI Jhonnathan Tafra         | 2m00s164 |
| 5      | CAN Benjamin Russell         | 2m02s528 |
| 6      | VEN José Silva               | 2m06s738 |
| 7      | ECU Andrés Lazo              | 2m11s570 |
| 8      | USA Robert Finlayson         | 2m12s466 |
| 9      | COL Andrés Escamilla Ospina  | 2m13s028 |